# Nutid

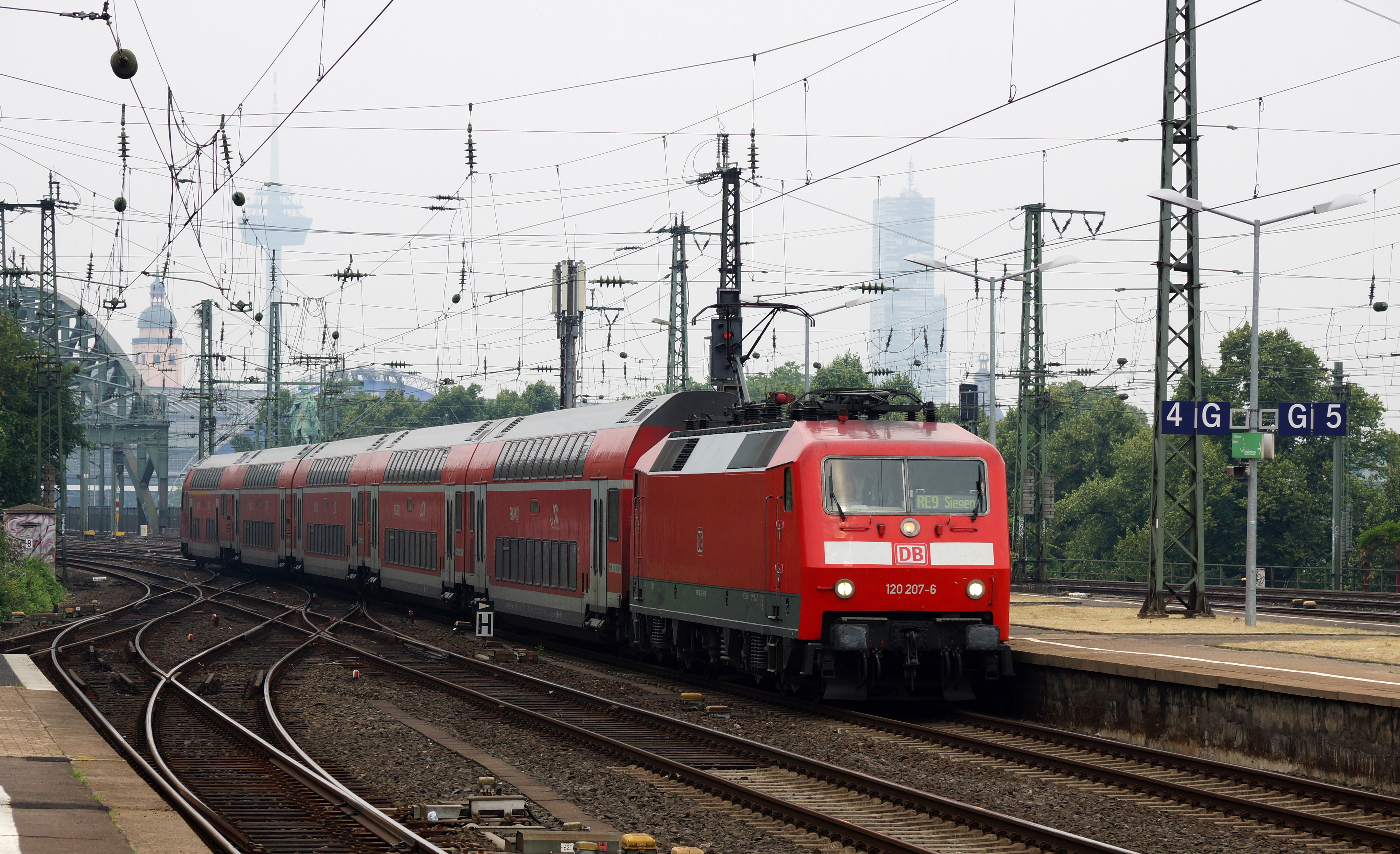
När tiden då bilden tas är nutid, är tågets tidigare plats till vänster och dess framtida plats är till höger.

Nutid (eller här och nu) är den tid som upplevs direkt, inte som erinring eller spekulation. Den anses ofta vara en spatiotemporal punkt, ofta kallad nu, men kan också referera till en varaktig tidsperiod. Den är en tidsperiod mellan det förflutna och framtiden och kan variera i betydelse från ett ögonblick till en dag eller längre.
Den föreställs ibland som ett hyperplan i rumtiden, typiskt kallat "nu", även om modern fysik visar att ett sådant hyperplan inte kan definieras unikt för observatörer i relativ rörelse. Nuet kan också ses som en varaktighet.

## Historieskrivning
Samtidshistoria beskriver den historiska tidsram som är omedelbart relevant för nutiden. Denna historieskrivning är ett visst perspektiv på modern historia. 

## Filosofi och religion

### Tidsfilosofi
"Nuet" väcker frågan: "Hur kommer det sig att alla kännande varelser upplever nu samtidigt?" Det finns inget logiskt skäl till varför detta skulle vara fallet och inget enkelt svar på frågan. 

### I buddhismen
Buddhismen och många av dess associerade paradigm betonar vikten av att leva i nuet – att vara fullt medveten om vad som händer, och inte dröja vid det förflutna eller oroa sig för framtiden. Detta betyder inte att de uppmuntrar hedonism, utan bara att konstant fokus på ens nuvarande position i rum och tid (snarare än framtida överväganden eller tidigare reminiscens) kommer att hjälpa en att lindra lidandet. De lär att de som lever i nuet är de lyckligaste. Ett antal meditativa tekniker syftar till att hjälpa utövaren att leva i nuet. 

### Kristendomen och evigheten
Kristendomen ser på Gud som utanför tiden, och ur det gudomliga perspektivet aktualiseras dåtid, nutid och framtid i evighetens nu. Denna transtemporala uppfattning om Gud har sedan åtminstone Boethius föreslagits som en lösning på problemet med gudomlig förkunskap (det vill säga hur Gud kan veta vad vi kommer att göra i framtiden utan att vi är fast beslutna att göra det). Thomas av Aquino erbjuder metaforen om en väktare, som representerar Gud, som står på en höjd och ser ner på en dal till en väg där förfluten tid, nutid och framtid. Alla dessa är representerade av individerna och deras handlingar utsträckta längs dess längd, och alla är synliga samtidigt för Gud. Därför är Guds kunskap inte knuten till något särskilt datum.

## Naturvetenskap

### Speciella realtivitetsteorin

En visualisering av nutiden (mörkblått plan) och tidigare och framtidaljuskäglori 2D-rymden.

Den ursprungliga avsikten med diagrammet till högre var att skildra ett tredimensionellt objekt som har tillgång till det förflutna, nutiden och framtiden i nuet (fjärde dimensionen).
Det följer av Albert Einsteins speciella relativitetsteori att det inte finns något sådant som absolut samtidighet. När man är noga med att operationalisera "nuet", följer det att de händelser som kan betecknas som "samtidiga" med en given händelse, inte kan stå i direkt orsak-verkan-relation. Sådana samlingar av händelser uppfattas olika av olika observatörer. När man istället fokuserar på "nu", uppfattas händelserna direkt, inte som ett minne eller en spekulation. Då tar "nu", för en given observatör, formen av observatörens tidigare ljuskon av orsakssamband till den händelsen. Varje händelse har dock en annan associerad ljuskon.
Man måste dra slutsatsen att i relativistiska fysikmodeller finns det ingen plats för "nuet" som ett absolut element av verkligheten, utan man hänvisar bara till saker som är nära oss. Einstein formulerade detta som: "Människor som vi, som tror på fysik, vet att skillnaden mellan dåtid, nutid och framtid bara är en envist ihållande illusion".

### Kosmologi
I den fysiska kosmologin uppskattas den nuvarande tiden i universums kronologi till 13,8 miljarder år efter singulariteten som bestämmer tidens pil. Den metriska expansionen av rymden existerar i den mörkerenergidominerade eran, efter att universums materiainnehåll blivit tillräckligt utspätt för att metrisk expansion ska domineras av vakuumenergi (mörk energi). Den existerar också i universums stellifera era (Big Chill), efter att superhopar har bildats (vid ungefär 5 miljarder år), men innan universums accelererande expansion tagit bort den lokala superhopen bortom den kosmologiska horisonten (vid cirka 150 miljarder år).

### Arkeologi, geologi etc.
I 14kol-datering definieras "nutid" som 1950 e.Kr.

## Grammatik
I grammatik klassificeras handlingar enligt verbtiderna förflutna, nutida eller framtida. Nutid hänvisar till saker som just nu händer eller alltid är fallet. Exempelvis har meningen "hon går hem varje dag" verbet "går" i presens, eftersom det hänvisar till en handling som regelbundet inträffar under rådande omständigheter.
Verb i nuvarande kontinuerlig tid indikerar handlingar som för närvarande sker och kommer att fortsätta under en viss tid. I meningen "hon går hem" är verbfrasen "går" i presens kontinuerlig tid, eftersom det hänvisar till en aktuell handling som kommer att fortsätta till en viss slutpunkt (när "hon" når hem). Verb i presens perfektum anger handlingar som startade i det förflutna och som är avslutade vid tiden för utsagan. Till exempel, i meningen "Hon har gått hem" är verbfrasen "har gått" i presens perfektum eftersom den beskriver en handling som började i det förflutna och är avslutad från och med den aktuella referensen till handlingen. Slutligen hänvisar verb i presens perfekt kontinuerlig tid till handlingar som har pågått fram till den aktuella tiden, och på så sätt kombinerar de egenskaperna hos både den kontinuerliga och den perfekta tiden. Ett exempel på en nuvarande perfekt kontinuerlig verbfras kan hittas i meningen "hon har gått den här vägen i en vecka nu", där "har gått" anger en åtgärd som hände kontinuerligt i det förflutna och fortsätter att ske kontinuerligt i nuet.